# Yong Taek Chung
Chung Yong-taek (3 de marzo de 1921-11 de noviembre de 2006) Fue un artista marcial, cinturón negro noveno grado de Tae Kwon Do, perteneció a la primera generación de cinturones negros de la escuela Chung Do Kwan, alumno de Lee Won-kuk siendo además el primer instructor coreano en abrir una escuela del estilo Chung Do Kwan fuera de Corea.

## Los primeros años
Chung Yong-taek nació en Seúl el 3 de marzo de 1921. Descendiente de una familia muy respetada de Seúl de las pocas que podía costear una educación para sus hijos y que debido a la ocupación Japonesa perdieron todos sus bienes teniendo que luchar para sobrevivir, como muchas familias de esa época. Chung se interesó en las artes marciales desde que era un muchacho pero en ese entonces era ilegal enseñar o aprender cualquier arte marcial abiertamente. No fue sino hasta que cumplió 25 años que comenzó a entrenar el arte del Tang Soo Do  bajo la enseñanza de Lee Won-kuk. Tiempo después y luego de que el entrenamiento del arte marcial se volviera legal, Chung se encontraba entre los estudiantes de grado avanzado de la escuela Chung Do Kwan volviéndose una figura mítica por sus hazañas.

## Japón
Poco tiempo después que Lee Won-kuk se retirara y se mudara a Japón, Chung siguió a su profesor asentándose en Tokio y abriendo la primera rama de la escuela Chung Do Kwan fuera de Corea. En 1955 (como la mayoría de las escuelas Coreanas de artes marciales) oficialmente adoptó el nombre de “Tae Kwon Do” como parte del currículum del arte marcial y así Chung se convertía en la mayor figura de la comunidad de artistas marciales de Tokio, desempeñándose como presidente de la All Japan Tae Kwon Do Association. En 1959 mientras vivía en Tokio, Chung ganó el prestigioso torneo de maestros.

## Viaje a los Estados Unidos de América
En 1974 decide llevar sus enseñanzas a Kansas City, Misuri en los Estados Unidos de Norteamérica y se alinea con la World Tae Kwon Do Association liderizada por Son Duk-sung, desempeñándose como su vicepresidente.Durante todo el tiempo que vivió en Tokio y en Kansas City, regularmente recivia visitas de su antiguo instructor, y maestro Lee Won-kuk.Fue durante una de esas visitas en 1984 que Chung recibió el rango de noveno grado de las manos del mismo Lee.

## Legado
Chung Yong-taek siempre prefirió el título de “Sabon Nim” que significa “profesor”. Este título sin pretensiones subestima la profundidad de sus conocimientos y su experiencia. Como un cinturón negro de noveno grado, Chung dedicó toda su vida al perfeccionamiento y la enseñanza del Tae Kwon Do siendo conocido por su tenacidad y valentía. Chung siguió siendo uno de los estudiantes de más alto rango de Lee Won-kuk y mantuvo una estrecha relación con su maestro el resto de su vida. En 1988 Chung se retiró de la enseñanza, pasando sus escuelas a sus alumnos, y se mudó a Garden Grove, California, pero se mantuvo activo. Chung pasó los siguientes 19 años ayudando a sus estudiantes, profesores y maestros a continuar con la tradición de la escuela  Chung Do Kwan. Chung falleció pacíficamente en su casa en Fountain Valley, California el 11 de noviembre de 2006.